# Közönséges szalonnabogár
A közönséges szalonnabogár (Dermestes lardarius) a rovarok (Insecta) osztályának bogarak (Coleoptera) rendjébe, ezen belül a mindenevő bogarak (Polyphaga) alrendjébe és a porvafélék (Dermestidae) családjába tartozó faj.

## Előfordulása
A közönséges szalonnabogár behurcolás útján világszerte elterjedt. Olykor tömegesen megjelenik. A Kárpát-medencében igen gyakori kártevő.

## Megjelenése
A közönséges szalonnabogár 0,7-1 centiméter hosszú. Sötét színű bogár, alul fekete vagy sárgásszürke szőrzettel, felül fekete; a szárnyfedők töve mögött széles, vörösbarna alapon sárgásszürkén szőrözött, itt 3-3 fekete foltocska látható. Csápja bunkóban végződik.

## Életmódja
A közönséges szalonnabogár a szabadban ritkán fordul elő. Sokkal gyakoribb az emberi településeken, élelmiszerkamrákban, -raktárakban, de madarak és emlősök fészkében is megtaláljuk. A rovar élelmiszer-kártevő, állatgyűjteményekben is gyakori. Lárvája és az imágója egyaránt károsít, szabálytalan lyukakat rág, s ürülékével, levedlett lárvabőrével szennyezve fogyasztásra alkalmatlanná teszi az élelmiszereket.

## Szaporodása
A nőstények élelmiszerekbe rakják petéiket. A 12-15 milliméter hosszú, sötétbarna színű lárvák testét különböző alakú, mozgatható szőrök borítják, 5-7-szer vedlenek. A lárva kerüli a fényt, ha megzavarják, akkor összegömbölyödik. Nem kielégítő táplálékkínálat esetén még több vedlésen is áteshetnek, mielőtt a bábozódáshoz szükséges méreteket elérik. Bebábozódás után 35-60 nap alatt, egy rejtett zugban elrejtőzve, teljesen kifejlődnek.

## Irtásuk
A lakásba leggyakrabban behurcoljuk, de alkalmanként be is repülhet. A kifejlett közönséges szalonnabogár berepülését az éléskamra ablakára fölszerelt szúnyoghálóval akadályozhatjuk meg.
Ha fertőzésre utaló jeleket észlelünk, az első teendőnk az, hogy gondosan takarítsuk ki az élelmiszertároló helyet. A közönséges szalonnabogár táplálékául szolgáló összes élelmiszert tüzetesen vizsgáljuk át. A kifejlett bogarakat és a lárvákat egyaránt könnyen fölfedezhetjük. A fertőzött anyagokat jól záródó zacskóban gyűjtve dobjuk ki a szemétbe vagy égessük el. Rovarirtó szert fölösleges használni.